# Duchesse Anne
Герцогиня Анна (фр. Duchesse Anne, ранее нем. Großherzogin Elisabeth) — стальной трёхмачтовый парусный корабль 1901 года постройки, первый в серии из четырёх систершипов.
Построен на верфи «Иоганн Текленборг» (Joh. C. Tecklenborg) в Бремерхафене как учебный корабль для Германской школы торгового флота. Спроектирован директором верфи Георгом В. Клауссеном. Вышел в первое плавание 17 марта 1901 г. Первоначально назван в честь герцогини Ольденбургской Елизаветы (1869—1955).
«Гроссгерцогиня» спущена на воду 7 марта 1901. Изначально предполагалось, что сама герцогиня Елизавета проведёт крещение корабля, но из-за болезни её мужа Фридриха Августа герцогиня была вынуждена отменить визит. Кроме того, ожидали императора Вильгельма II, но днём ранее в Бремене на него было совершено покушение, в результате которого император был ранен в лицо, из-за чего тоже не смог присутствовать. Корабль крестил брат герцогини Елизаветы, герцог Адольф Фридрих Мекленбург-Шверинский.
Сокращённо корабль называли «Lisbeth».

## История
1901 7 марта — спущена на воду.
1901 17 марта — первое плавание.
1901 9-11 мая — первый учебный выход с кадетами.
1901 июль — Вильгельм II посещает корабль при остановке в Травемюнде.
1901 12 августа — ушла из Балтики в Норвегию.
1903 посещала Санкт-Петербург, на борт всходил император Николай II. Император остался в восхищении техническим оснащением корабля и качеством подготовки матросов. На волне успеха было построено ещё два систершипа, «Prinzess Eitel Friedrich» в 1909 и «Großherzog Friedrich August» в 1914.
В течение Первой Мировой войны «Гроссгерцогиня» была укрыта в порту города Щецин.
В 1921 в июле продолжила службу.
В 1928 на судне случился пожар.
В 1931 «Гроссгерцогиня» столкнулась с Латвийским кораблём Evermore.
Последнее путешествие в качестве корабля Германской школы торгового флота совершил в 1931-32 по Балтийскому морю.
Затем «Гроссгерцогиня» была продана Гамбургской морской школе, где использовалась как стационарный учебный корабль.
В течение Второй Мировой войны, стоявший в Гамбурге корабль получил небольшие повреждения.
В 1944 корабль перевезли в Висмар, опасаясь британских бомбардировок. Гамбургская морская школа продолжала им пользоваться.
В 1945 взят силами ВМФ Великобритании.
1946 13 августа отбуксирован в Киль.
1946 15 августа «Гроссгерцогиня Елизавета» перешла по репарации Франции, под командование капитана французского фрегата «La Surprise».
Единственный незаминированный путь проходил через Кильский канал, по которому «Гроссгерцогиня» и перешла в Куксхафен. Затем через Портсмут и Торки корабль был отбуксирован в Брест, а через месяц буксир Elephant доставил его в Лорьян. «Гроссгерцогиня» прибыла туда частью без рангоута: для прохода под мостами Кильского канала стеньги просто спилили, и немного притопленной после столкновения с транспортным пароходом типа «Либерти» у Кап Гри-Не (Cap Gris-Nez).
1946 26 ноября получила новое имя, «Герцогиня Анна» в честь Анны Бретонской.
Первое время во Франции корабль служил казармой для Французского ВМФ, затем как дом отдыха.
Некоторое время «Герцогиня» провела в Лорьяне, но позже была доставлена в Брест, где и гнила долгие годы, обдираемая мародёрами.
В 1961 было предложено её утилизировать. Усилиями частной инициативной группы из экспертов и капитанов этого удалось избежать, но «Герцогиня» продолжала ржаветь в гавани.
В 1980 от корабля оставалось уже немногое, но спасение наконец было найдено. Город Дюнкерк приобрёл «Герцогиню Анну» за символическую сумму в один франк и в сентябре 1981 при хорошей спокойной погоде её отбуксировали в новую гавань. Для неё началась новая жизнь.
Усилиями «Ассоциации друзей „Герцогини Анны“» она была восстановлена как учебный корабль. Проржавевшая обшивка была обновлена, переложены палубы, перестроены каюты. Наконец были обновлены рангоут и такелаж. Сегодня корабль-музей служит украшением Дюнкеркской гавани, привлекая туристов.
На своё 100-летие «Герцогиня Анна» была представлена публике, празднование длились с 27 июня по 2 июля 2001 года.

## Капитаны
- 1901—1903: капитан Рюдигер (Rüdiger).
- 1903—1905: капитан Генрих Регенер (Heinrich Rägener), ранее старший помощник.
- 1905—1909: капитан Рихард Дресслер (Dressler), затем ушедший на первый систершип, «Prinzess Eitel Friedrich».
- 1909—1912: Капитан Ван дер Хайде (Van Der Heide), ранее старший помощник.
- 1912—1914: Капитан Вилке (Wilke), ранее старший помощник.
- 1920—1925: Капитан Клей (Kley).
- 1925—1927: Капитан Волкер (Walker), затем ушедший на третий систершип, «Schulschiff Deutschland».
- 1927—1931: Капитан Клай (Klay), последний капитан Германской школы торгового флота, затем корабль передан Гамбургской морской школе.
- 1931—1946: Капитан Вагнер (Wagner), после взятия корабля Британским ВМФ, оставался на борту до августа 1946.

## Систершипы
- «Prinzess Eitel Friedrich», ныне «Дар Поморья» (польск. Dar Pomorza), корабль-музей в Гдыне, 1909 года постройки.
- «Großherzog Friedrich August», ныне «Министр Лемкуль» (норв. «Statsraad Lehmkuhl»), учебный корабль военно-морской академии Королевских ВМС Норвегии. 1914 года постройки.
- Schulschiff Deutschland, «Учебный корабль Германия», корабль-музей в Бремене, 1927 года постройки.